# Ruta 5 (Bolivia)

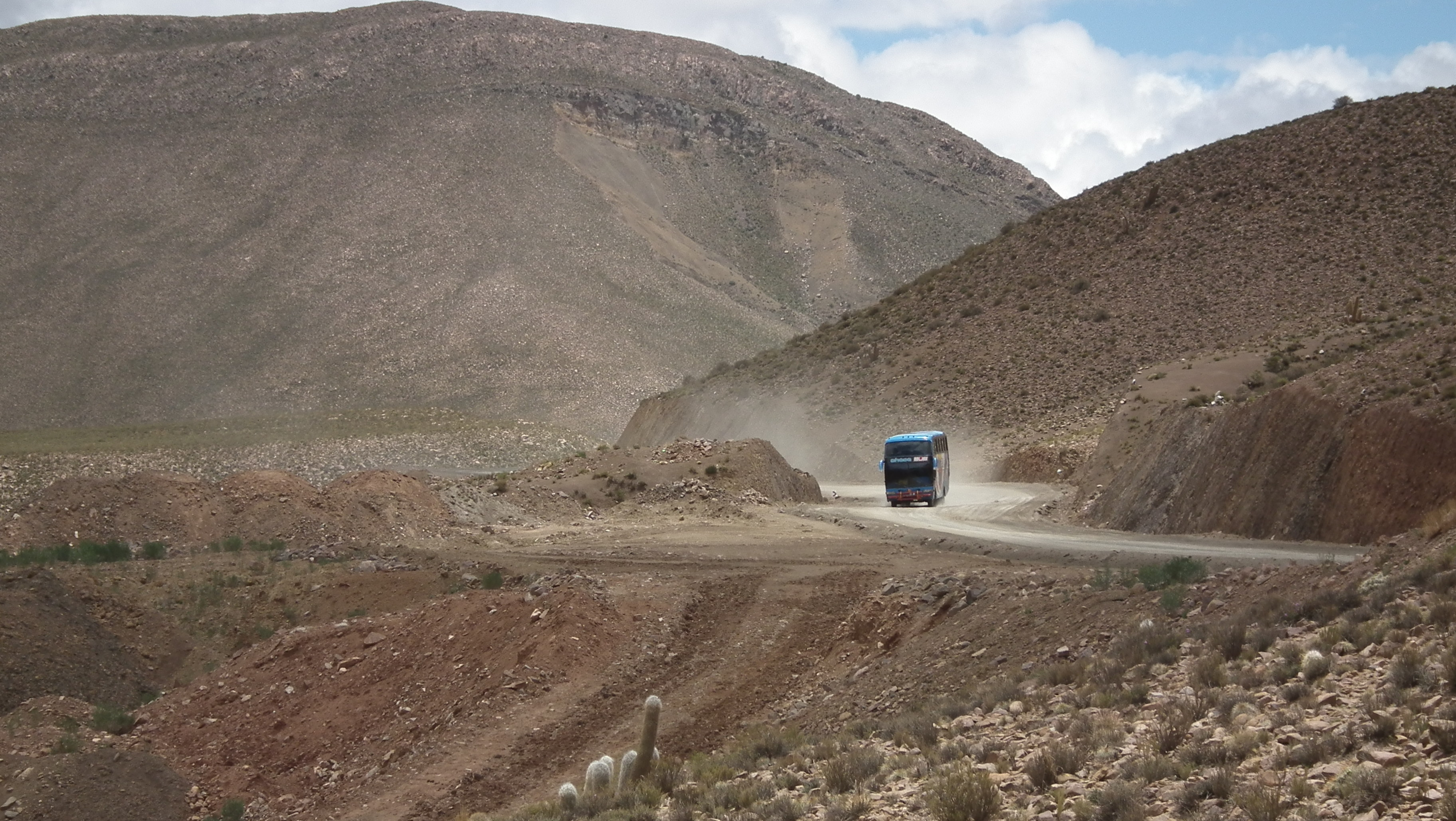
Carretera Potosí Uyuni antes de ser asfaltada.

La Ruta 5 es una carretera de 898 km en Bolivia, que discurre por los departamentos de Santa Cruz, Cochabamba, Chuquisaca y Potosí, entre el enlace con la Ruta 7 en La Palizada y el Hito 60 en la límite con Chile.
Este camino fue incluido en la Red Vial Fundamental por Decreto Supremo 25.134 del 31 de agosto de 1998.

## Historia
El tramo entre Aiquile y Pampagrande de la actual Ruta 5 fue terminado de construir a fines de septiembre de 1929. La obra fue construida por la empresa Meleán y requirió una inversión total de Bs. 940.104,14.

## Ciudades
Las ciudades y pueblos de más de 1000 habitantes por los que pasa este ruta de noreste a sudoeste son:

### Departamento de Santa Cruz
- km 0: La Palizada
- km 42: Saipina

### Departamento de Cochabamba
- km 129: Aiquile
- km 185: Puente Arce

### Departamento de Chuquisaca
- km 269: Sucre
- km 291: Yotala
- km 323: Puente Méndez

### Departamento de Potosí
- km 407: Betanzos
- km 438: Potosí
- km 525: Visigsa
- km 535: Porco
- km 562: Tica Tica
- km 626: Pulacayo
- km 646: Uyuni
- km 761: Julaca
- km 788: San Juan del Rosario
- km 828: San Pedro de Quemes
- km 898: Hito LX